# 5568 Муфсон
5568 Муфсон (5568 Mufson) — астероїд головного поясу, відкритий 14 жовтня 1953 року.
Тіссеранів параметр щодо Юпітера — 3,597.